# دهستان دیوشل
دهستان دیوشل نام دهستانی در بخش مرکزی شهرستان لنگرود، استان گیلان در ایران است. بر اساس سرشماری مرکز آمار ایران در سال ۱۳۸۵، جمعیت آن ۱۰۱۷۹ نفر (۲۹۳۰ خانوار) بوده‌است.